# 1983 no teatro

## Nascimentos
| Data         | Nome                | Profissão       | Nacionalidade | Observações | Ref |
| ------------ | ------------------- | --------------- | ------------- | ----------- | --- |
| 9 de março   | Maite Perroni       | atriz e cantora | México        |             |     |
| 6 de Junho   | Margarida Vila-Nova | atriz           | Portugal      |             |     |
| 23 de Junho  | Julianne Trevisol   | atriz           | Brasil        |             |     |
| 23 de Agosto | Camila Rodrigues    | atriz           | Brasil        |             |     |
| 28 de agosto | Alfonso Herrera     | ator e cantor   | México        |             |     |

## Mortes
| Data            | Nome                  | Profissão                         | Nacionalidade  | Observações | Ref |
| --------------- | --------------------- | --------------------------------- | -------------- | ----------- | --- |
| 28 de janeiro   | Chianca de Garcia     | dramaturgo, jornalista e cineasta | Portugal       | n. 1898     |     |
| 25 de fevereiro | Tennessee Williams    | dramaturgo e argumentista         | Estados Unidos | n. 1911     |     |
| 23 de Setembro  | Elísio de Albuquerque | ator                              | Brasil         | n. 1920     |     |